# Zimnik (województwo opolskie)
Zimnik – osada w Polsce położona w województwie opolskim, w powiecie kluczborskim, w gminie Lasowice Wielkie.